# Byturus ochraceus
Byturus ochraceus är en skalbaggsart som först beskrevs av Scriba 1791.  Byturus ochraceus ingår i släktet Byturus, och familjen hallonängrar. Arten är reproducerande i Sverige.

## Bildgalleri

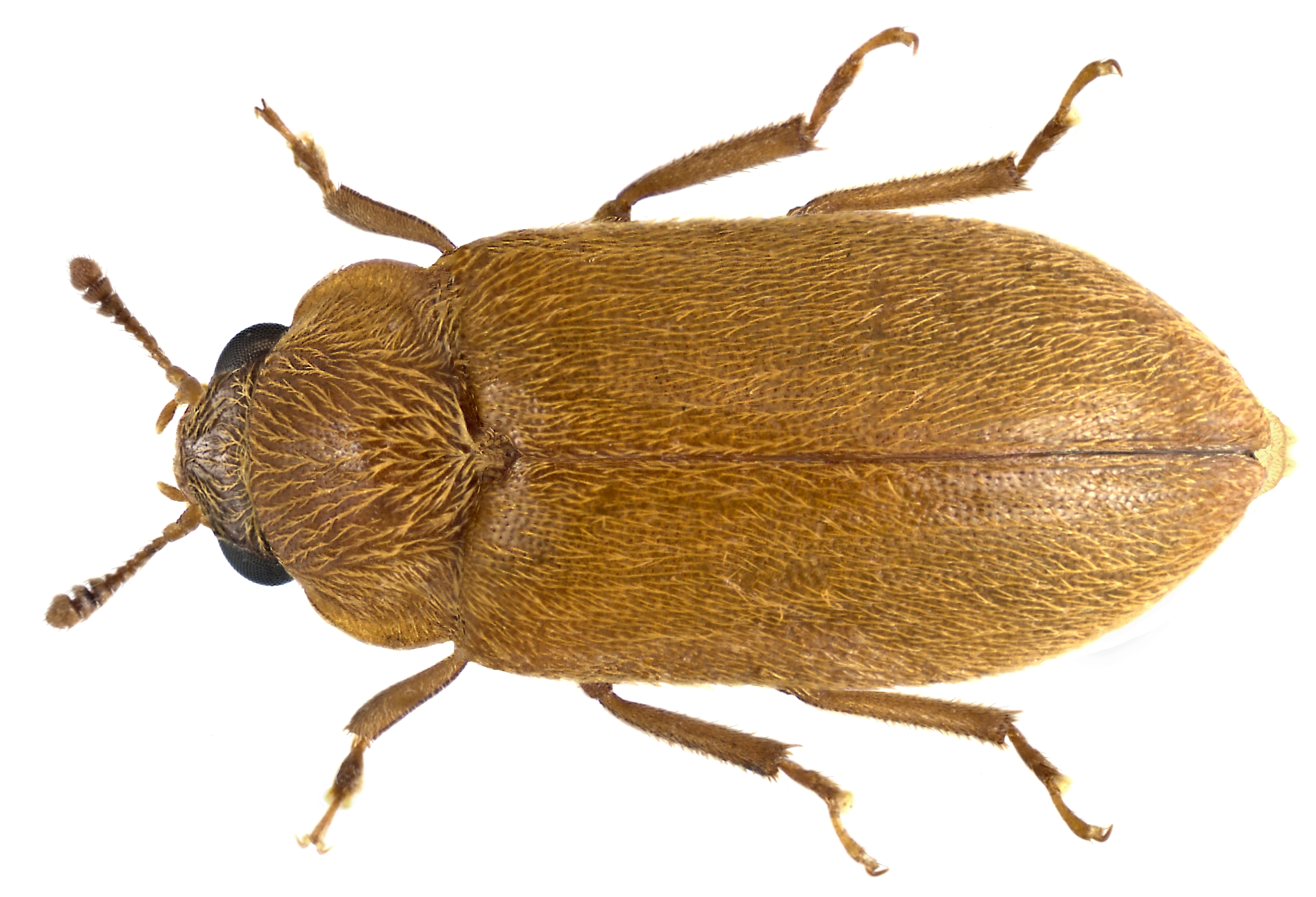
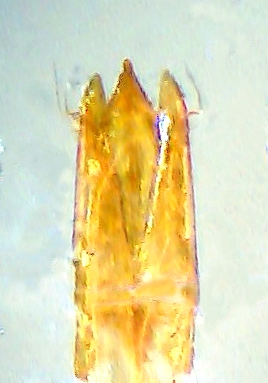
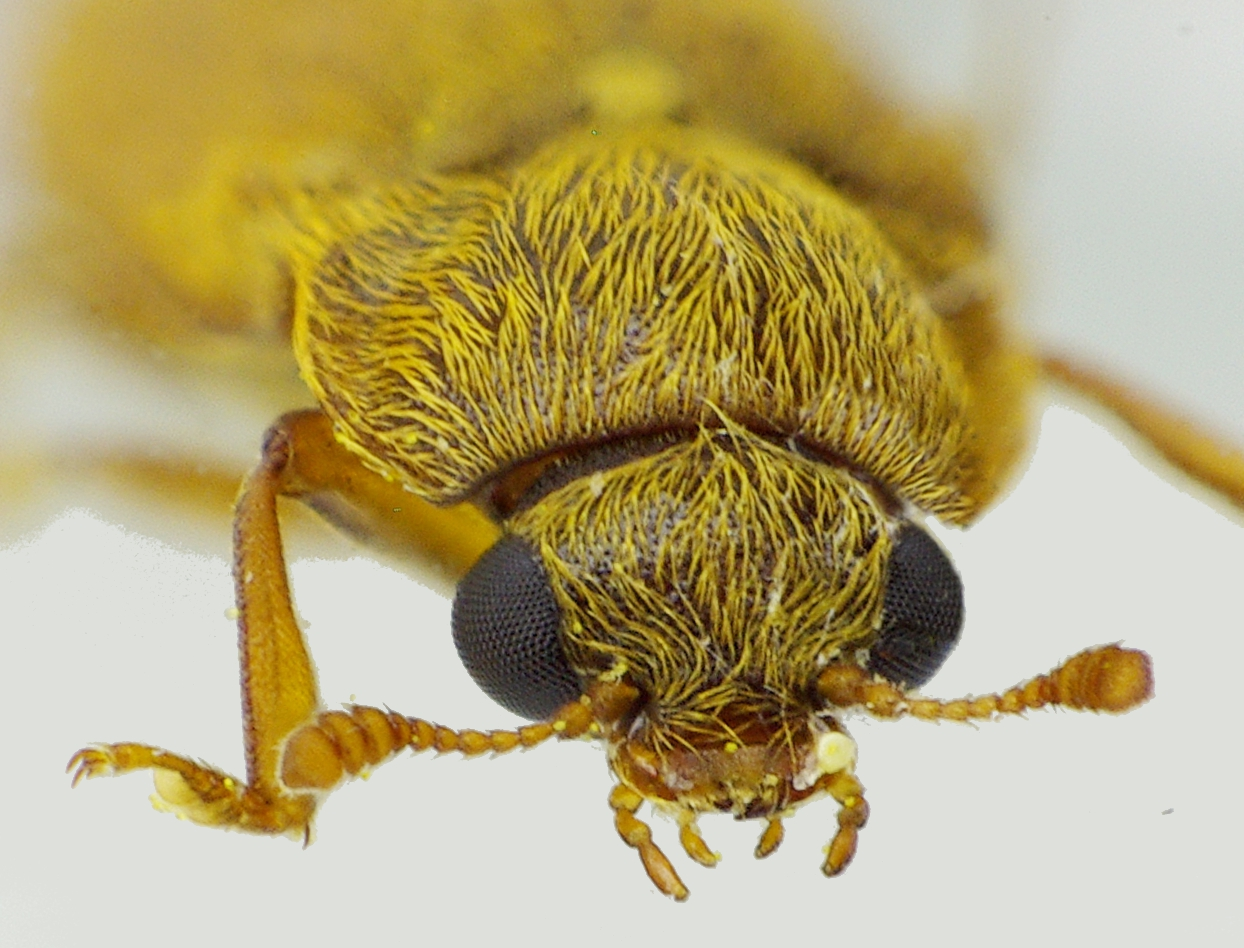
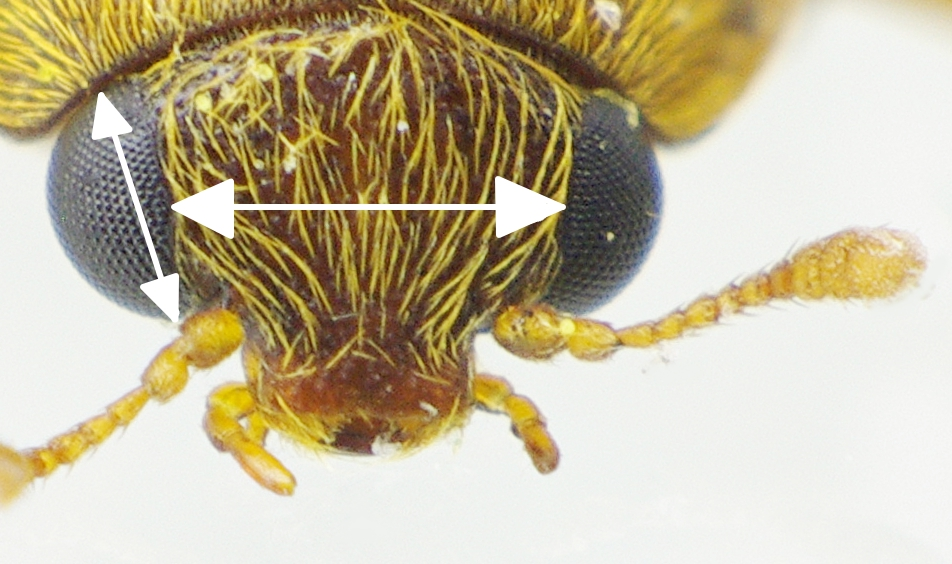
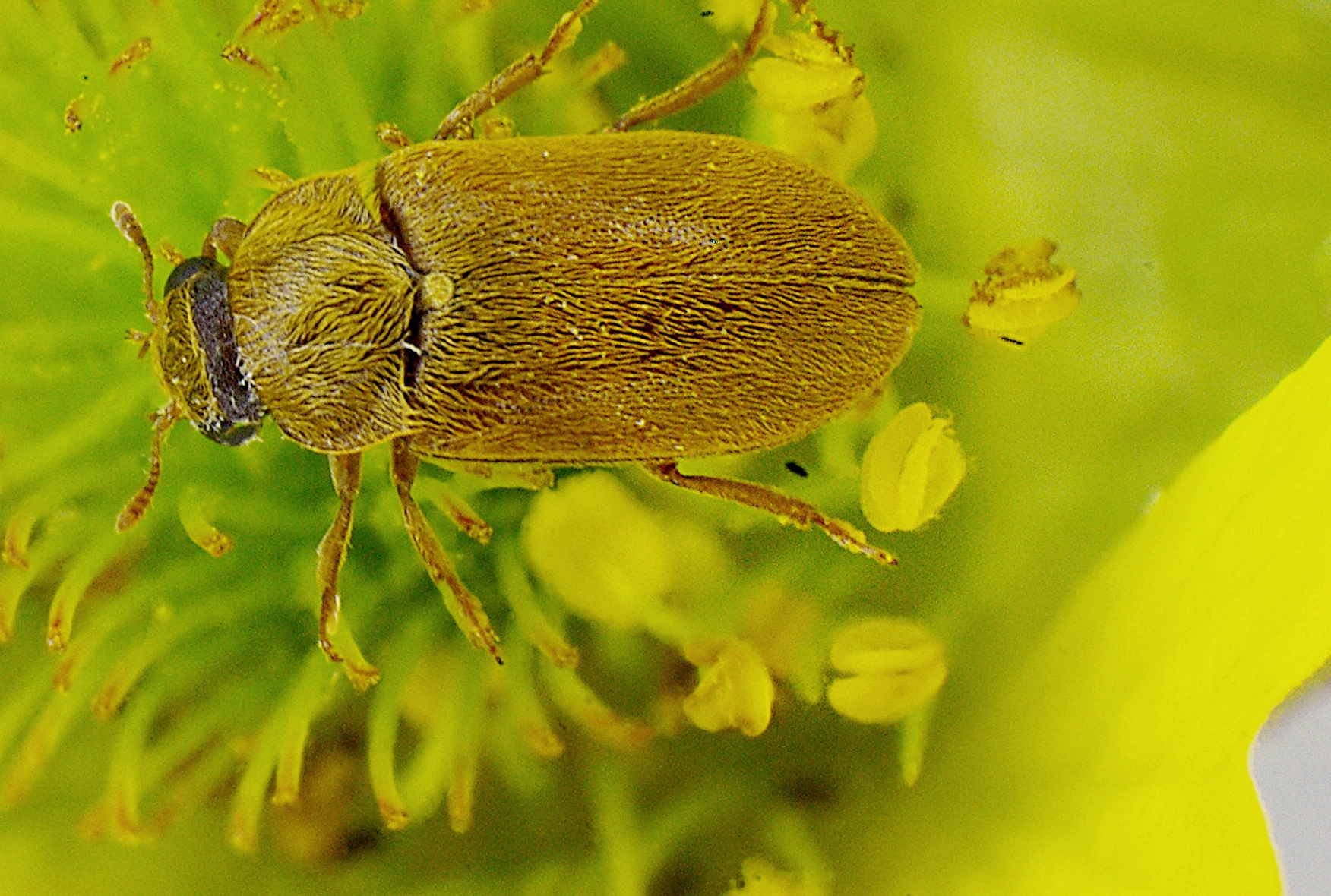
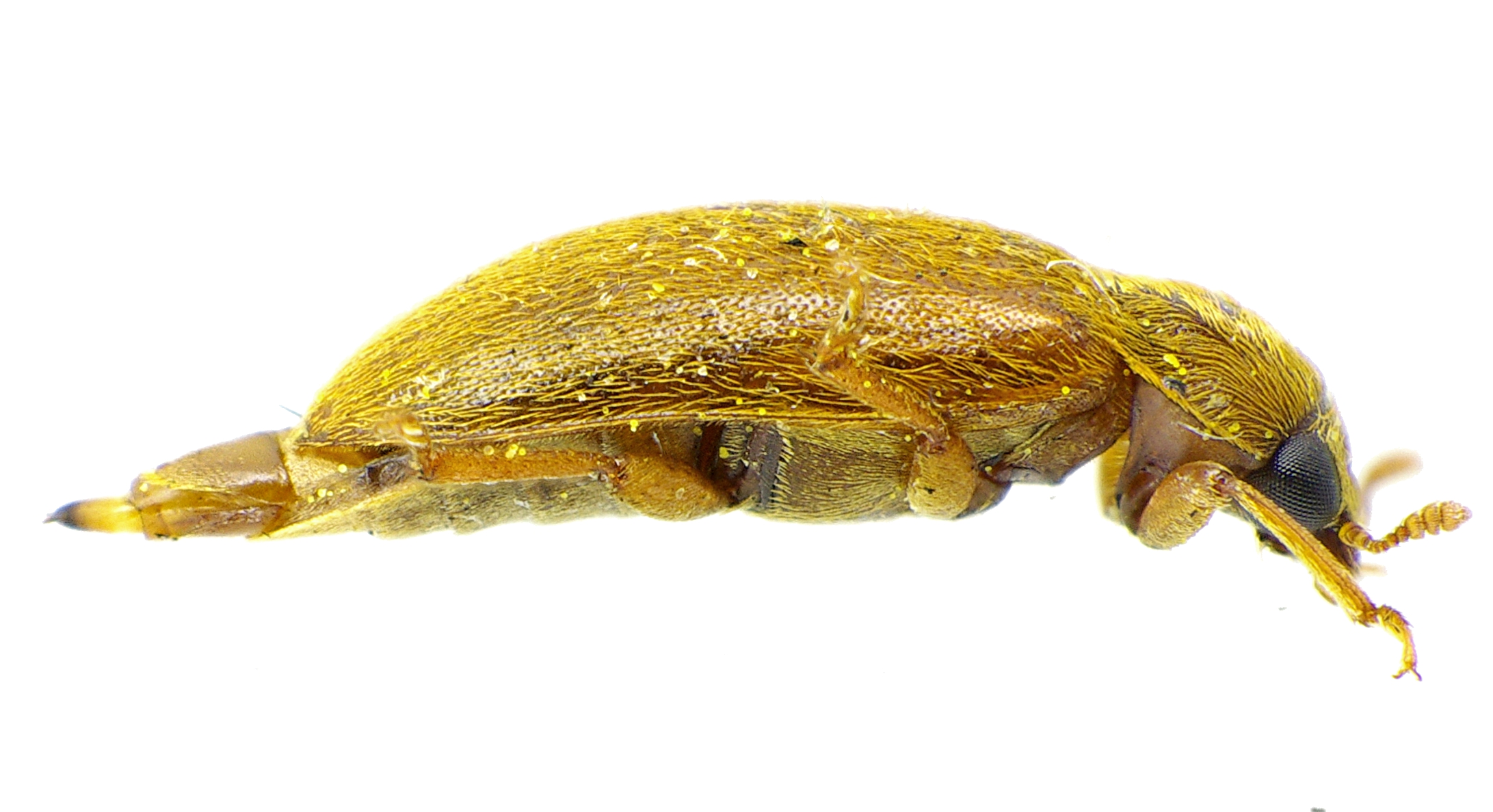